# Bożena Ronowicz
Bożena Ronowicz (ur. 4 lipca 1958 w Zielonej Górze) – polska nauczycielka i działaczka samorządowa, prezydent Zielonej Góry w latach 2002–2006.

## Życiorys
Ukończyła studia na Wydziale Biologii i Nauk o Ziemi Uniwersytetu im. Adama Mickiewicza w Poznaniu. Od 1982 zawodowo związana z zielonogórskim Medycznym Studium Zawodowym (była m.in. dyrektorem MSZ oraz nauczycielem farmakognozji).
W drugiej turze wyborów samorządowych w 2002 została wybrana na urząd prezydenta Zielonej Góry. Urząd objęła 19 listopada 2002 podczas inauguracyjnej sesji Rady Miasta Zielona Góra IV kadencji. Należała wówczas do Unii Wolności. W 2006 nie ubiegała się o reelekcję, uzyskała w tym samym roku mandat radnej miejskiej z listy Prawa i Sprawiedliwości, który utrzymywała też w 2010, 2015, 2018 i 2024. Bez powodzenia kandydowała z listy PiS w 2011 i 2019 do Sejmu oraz w 2014 do Parlamentu Europejskiego.
W 2017 objęła stanowisko dyrektora zielonogórskiego oddziału Kasy Rolniczego Ubezpieczenia Społecznego.
W 2000 otrzymała Brązowy Krzyż Zasługi.